# João de Montecorvino
João de Montecorvino, O.F.M. (em italiano: Giovanni da Montecorvino; em chinês: 若望‧孟高维诺; Montecorvino Rovella, 1247 - Pequim, 1328) foi um missionário italiano, considerado o primeiro apóstolo da China. Foi o primeiro arcebispo do Oriente, tendo sido investido como Arcebispo de Cambalique e Patriarca de Todo o Oriente. Atualmente, é venerado como um beato da Igreja Católica.

## Hagiografia
Em 1279, foi enviado à Armênia, Pérsia e Oriente Médio, junto com outros Franciscanos. Em 1289, retorna para a Itália, tende realizado poucas conversões. Em 1286, Argum Khan pediu, por meio do bispo Nestoriano Rabban Bar Sauma, que o papa Honório IV enviasse missionários para a China, para a corte de Kublai Khan, que era um simpatizante do cristianismo. Montecorvino foi enviado para Cambalique (atualmente Pequim), na mesma época que Marco Polo.
Viajou com cartas ao Argum Cã, para o grande imperador Cublai Cã, para Caidu, Príncipe dos Tártaros, ao rei da Armênia e ao Patriarca dos Jacobitas. Nessa viagem, foram seus companheiros o Dominicano Nicolau de Pistoia e o comerciante Pedro de Lucalongo. Ele chegou a Tabriz (no Azerbaijão Iraniano), a principal cidade da Pérsia Mongol, se não de toda a Ásia Ocidental.
Dali, partiram por mar para Madras, na baía de Bengala, Índia, onde já havia os cristãos de São Tomé. Ali, Nicolau de Pistoia veio a falecer. Em 1291 ou 1292, escreveu para sua família. Passando por São Tomé de Meliapor, chegaria à China em 1294. Chegou na mesma época da morte de Kublai Khan, tendo Temür Khan assumido o trono. Apesar da mudança de governante, não houve oposição do novo cã quanto às conversões, mas os Nestorianos mostraram-se descontentes. Foi auxiliado na sua obra de evangelização por Arnaldo da Colônia, frade alemão que a ele se reuniu em 1303.
Em 1299, Montecorvino construiu a primeira igreja em Cambalique, e em 1305 a segunda, em frente ao palácio Imperial. Nessa época, treinou cerca de cento e cinquenta meninos entre sete e onze anos em Latim e Grego, além de ensinar Salmos e Hinos, para formar um coral. Ao mesmo tempo, foi se familiarizando com a língua chinesa. Dessa forma, traduziu para essa língua os Salmos e o Novo Testamento. Montecorvino converteu um príncipe nestoriano de nome Jorge, seguidor de Preste João, vassalo do grão-cã e mencionado por Marco Polo.
João escreveu cartas em 8 de janeiro de 1305 e em 13 de fevereiro de 1306, descrevendo o progresso da missão católica no Extremo Oriente, apesar da oposição Nestoriana; fazendo alusão à comunidade católica fundada por ele na Índia; de um recurso recebido para evangelizar no Reino da Etiópia e ajudar a delinear rotas por terra e mar para "Catai" (o nome dado na altura para o norte da China).
Em 1307, o Papa Clemente V, extremamente satisfeito com o sucesso do missionário, enviou sete bispos franciscanos consagrados para ajudar-lhe na evangelização dos chineses, tendo ordenado João como Arcebispo de Cambalique e Patriarca de Todo o Oriente. Destes bispos enviados para serem seus sufragâneos, apenas três chegaram a salvo na região. Em 1312, mais três bispos franciscanos foram enviados, mas apenas um chegou à Ásia Oriental.
Durante os 20 anos seguintes, a missão continuaria com êxito. Segundo a tradição, Montecorvino teria convertido o grão-cã Khaishan Kuluk (terceiro governante Yuan, 1307 - 1311). Conseguiu grande êxito na evangelização no Norte e no Leste da China. Além de três igrejas na região de Pequim, ainda estabeleceria missões em Formosa e no porto de Amoy.
Ele traduziu o Novo Testamento para o uigur, além da providenciar cópias de salmos, breviários e hinos para os ongudes. Ele foi fundamental para o ensino do Latim naquela região, além da formação de coros religiosos, na esperança de que algum daqueles meninos se tornasse padre.
Quando João de Montecorvino morreu em 1328, foi reverenciado como santo (não canonizado). Ele era aparentemente o único bispo medieval europeu trabalhando em Pequim. Mesmo após sua morte, a Missão da China durou mais quarenta anos. Teve um funeral solene, assistido por uma multidão de cristãos e não-cristãos.
Uma embaixada para o Papa Bento XII em Avinhão foi enviada por Toghon Temür, o último imperador mongol da China (dinastia Yuan), em 1336. A embaixada foi liderada por um genovês a serviço do imperador mongol, Andrea di Nascio, e acompanhado por um outro genovês, Andalò di Savignone. Estas cartas da representação do governante mongol, reclamavam da falta de um guia espiritual havia oito anos, desde a morte de Montecorvino e desejaria ardentemente ter um. O Papa respondeu às cartas, e designou quatro eclesiásticos como seu legados à corte do cã. Em 1338, um total de 50 eclesiásticos foram enviados pelo Papa para Pequim, entre os quais João de Marignolli. Em 1368, é implantada a Dinastia Ming e os mongóis são expulsos da China. Até 1369 todos os cristãos, quer sejam católicos romanos ou nestorianos, foram expulsos pela Dinastia Ming.
Seis séculos mais tarde, Montecorvino inspirou um outro franciscano, o Venerável Gabriele Allegra, para ir para a China e completar a primeira tradução da Bíblia católica inteira para a língua chinesa em 1968.